# الاتجار بالبشر في مصر
وضع مكتب وزارة الخارجية الأمريكية لرصد ومكافحة الاتجار بالأشخاص مصر في «المستوى الثاني» في عام 2017، مما يعني أن حكومتها لا تفي تمامًا بالمعايير الدنيا الموضحة في قانون حماية ضحايا الاتجار بالعنف لعام 2000، ولكن تبذل جهودًا كبيرة نحو تلبية تلك المعايير.

## الخلفية
بعض أطفال مصر الذين يقدر عددهم بمئة ألف إلى مليون طفل - من الصبية والفتيات - يتم استغلالهم في الدعارة والتسول القسري. العصابات المحلية، في بعض الأحيان، تشارك في هذا الاستغلال. يتم تجنيد الأطفال المصريين للعمل المنزلي والزراعي. يواجه بعض هؤلاء الأطفال ظروفًا تشير إلى العبودية غير الطوعية، مثل القيود المفروضة على الحركة وعدم دفع الأجور والتهديدات والاعتداء البدني أو الجنسي.
. السياحة الجنسية للأطفال تحدث في القاهرة والإسكندرية والأقصر. مصر بلد عبور للنساء اللواتي يتم الاتجار بهن من أوزبكستان ومولدوفا وأوكرانيا وروسيا ودول شرق أوروبا الأخرى إلى إسرائيل بغرض الاستغلال الجنسي التجاري. وتشارك جماعات الجريمة المنظمة في هذه الحركات.
قد يتعرض الرجال والنساء من جنوب وجنوب شرق آسيا للعمل القسري في مصر. الأثيوبيون والإريتريون والسودانيون والإندونيسيون والفلبيني والإناث السريلانكيات المحتملات يهاجرن طوعًا إلى مصر لكن قد يتعرضن للعمل المنزلي القسري. بعض الشروط التي يواجهونها تشمل عدم إجازة، والإساءة الجنسية والجسدية والعاطفية، وحجب الأجور، وقيود الحركة. يمكن لأصحاب العمل استخدام الوضع غير القانوني للعاملات في المنازل وعدم وجود عقود عمل كأداة قسرية.
ربما تم إكراه بعض المهاجرين واللاجئين الذين يمارسون الدعارة على القيام بذلك. قد تُكره اللاجئات السودانيات الشابات، بمن فيهن أقل من 18 عامًا، على ممارسة الدعارة في النوادي الليلية في القاهرة من قبل أفراد الأسرة أو أفراد العصابة السودانية. تشير تقارير المنظمات غير الحكومية والإعلام إلى أن بعض المصريين يجبرون على العمل في الأردن وتجربة حجب جوازات السفر والعمل الإضافي القسري وعدم دفع الأجور وقيود الحركة.
في عام 2010، وافقت الحكومة المصرية على تشريع قانون جديد يجرّم الاتجار بالأشخاص لأغراض العمل والاستغلال الجنسي. في 2009/2010، أصدرت الحكومة أول إدانتين بموجب تعديلات مكافحة الاتجار بالأشخاص لعام 2008 في قانون الطفل، ورفع مستوى الوعي حول «الزيجات الصيفية»، والتي تُستخدم غالبًا لتسهيل الاستغلال الجنسي التجاري. وفقًا لحكومة الولايات المتحدة، فإن افتقار الحكومة المصرية لإجراءات تحديد هوية الضحايا وخدمات الحماية الرسمية قد سمح بمعاقبة ضحايا الاتجار غير المحددين بسبب أعمالهم غير القانونية المرتكبة كنتيجة مباشرة للاتجار بهم.

## الحماية
قانون رقم 64 لسنة 2010 بإصدار قانون مكافحة الاتجار بالبشر حتى عام 2020.

### الفصل الأول

#### مادة (1):
في تطبيق أحكام هذا القانون، يُقصد بكل من العبارات والكلمات الآتية المعانى المبينة قرين كل منها:
١ - الجماعة الإجرامية المنظمة:
الجماعة المؤلفة وفق تنظيم معين من ثلاثة أشخاص على الأقل للعمل بصفة مستمرة أو لمدة من الزمن بهدف ارتكاب جريمة محددة أو أكثر من بينها جرائم الاتجار بالبشر وحدها أو مع غيرها وذلك من أجل الحصول بشكل مباشر أو غير مباشر على منفعة مادية أو معنوية.
٢ - الجريمة ذات الطابع عبر الوطنى:
أية جريمة ارتكبت في أكثر من دولة، أو ارتكبت في دولة واحدة وتم الإعداد أو التخطيط لها أو التوجيه أو الإشراف عليها أو تمويلها في دولة أخرى أو بواسطتها، أو ارتكبت في دولة واحدة عن طريق جماعة إجرامية منظمة تمارس أنشطة إجرامية في أكثر من دولة، أو ارتكبت في دولة واحدة وكانت لها آثار في دولة أخرى.
٣ - المجنى عليه:
الشخص الطبيعى الذي تعرض لأى ضرر مادى أو معنوى، وعلى الأخص الضرر البدنى أو النفسى أو العقلى أو الخسارة الاقتصادية، وذلك إذا كان الضرر أو الخسارة ناجمًا مباشرة عن جريمة من الجرائم المنصوص عليها في هذا القانون.

#### مادة (2):
يُعد مرتكبا لجريمة الاتجار بالبشر كل من يتعامل بأية صورة في شخص طبيعى بما في ذلك البيع أو العرض للبيع أو الشراء أو الوعد بهما أو الاستخدام أو النقل أو التسليم أو الإيواء أو الاستقبال أو التسلم سواء في داخل البلاد أو عبر حدودها الوطنية - إذا تم ذلك بواسطة استعمال القوة أو العنف أو التهديد بهما، أو بواسطة الاختطاف أو الاحتيال أو الخداع، أو استغلال السلطة، أو استغلال حالة الضعف أو الحاجة، أو الوعد بإعطاء أو تلقى مبالغ مالية أو مزايا مقابل الحصول على موافقة شخص على الاتجار بشخص آخر له سيطرة عليه - وذلك كله - إذا كان التعامل بقصد الاستغلال أيا كانت صوره بما في ذلك الاستغلال في أعمال الدعارة وسائر أشكال الاستغلال الجنسى، واستغلال الأطفال في ذلك وفي المواد الإباحية أو السخرة أو الخدمة قسرا، أو الاسترقاق أو الممارسات الشبيهة بالرق أو الاستعباد، أو التسول، أو استئصال الأعضاء أو الأنسجة البشرية، أو جزء منها.

#### مادة (3):
لا يُعتد برضاء المجنى عليه على الاستغلال في أي من صور الاتجار بالبشر، متى استخدمت فيها أية وسيلة من الوسائل المنصوص عليها في المادة (2) من هذا القانون.
ولا يشترط لتحقق الاتجار بالطفل أو عديمى الأهلية استعمال أية وسيلة من الوسائل المشار إليها، ولا يعتد في جميع الأحوال برضائه أو برضاء المسئول عنه أو متوليه.

## الوقاية
أحرزت الحكومة تقدماً في منع "الزيجات الصيفية" خلال الفترة المشمولة بالتقرير، لكنها لم تبذل أي جهود أخرى لمنع الاتجار بالبشر. تم تكليف الحكومة بموجب القانون الذي تم إقراره حديثًا بتشكيل لجنة وزارية مشتركة لتنسيق أنشطة إنفاذ مكافحة الاتجار بالبشر وحماية الضحايا والبرامج. لم تقم الحكومة بأي حملات عامة أخرى لرفع مستوى الوعي حول الإتجار بالبشر، بما في ذلك أي حملة تتعلق بالاستعباد المنزلي القسري.
ولم تبذل الحكومة أي جهد لتقليل الطلب على أعمال الجنس التجارية أو زيادة الوعي بالسياحة الجنسية. لدى الحكومة نظام متطور لتسجيل المواليد وبطاقة الهوية الوطنية. ولم ترد تقارير عن جهود الحكومة المصرية لتوفير التدريب على مكافحة الاتجار بالبشر لقواتها قبل نشرها في بعثات حفظ السلام الدولية.

## روابط خارجية
- لبنان، ب. (2017، سبتمبر). المشاورة الإقليمية حول الهجرة الدولية في المنطقة العربية تحضيراً للاتفاق العالمي للهجرة الآمنة والمنظمة والمنتظمة. تم استرجاعه في 13 أكتوبر 2017
- Veselinovic، M (14 يوليو 2012) فضيحة «عرائس الصيف»
- نورهان عادل عزيز (أبريل 2016) حوكمة الاتجار بالبشر في مصر: الأطر القانونية والسياساتية والمؤسسية (أطروحة الماجستير، الجامعة الأمريكية في القاهرة)
- جورج صديق (فبراير 2016) التدريب المتعلق بمكافحة الاتجار بالبشر: مصر